# Szwecja na Letnich Igrzyskach Olimpijskich 2012
Szwecję na Letnich Igrzyskach Olimpijskich 2012 reprezentowało 133 zawodników: 55 mężczyzn i 78 kobiet. Był to 26 start reprezentacji Szwecji na letnich igrzyskach olimpijskich.

## Zdobyte medale
| Medal  | Zawodnik | Dyscyplina   | Konkurencja                                | Rezultat                                                                   |
| ------ | --- | ------------ | ------------------------------------------ | -------------------------------------------------------------------------- |
| Złoto  | Fredrik Lööf, Max Salminen | Żeglarstwo   | klasa Star                                 | 32 pkt                                                                     |
| Srebro | Sara Algotsson Ostholt | Jeździectwo  | WKKW indywidualnie                         | 43,30 pkt                                                                  |
| Srebro | Mattias Andersson, Mattias Gustafsson, Kim Andersson, Jonas Källman, Magnus Jernemyr, Niclas Ekberg, Dalibor Doder, Jonas Larholm, Tobias Karlsson, Johan Jakobsson, Johan Sjöstrand, Fredrik Petersen, Kim Ekdahl Du Rietz, Mattias Zakrisson, Andreas Nilsson | Piłka ręczna | turniej mężczyzn                           | w finale przegrali z reprezentacją Francji 21:22                           |
| Srebro | Håkan Dahlby | Strzelectwo  | trap podwójny mężczyźni                    | 186 pkt                                                                    |
| Srebro | Lisa Nordén | Triathlon    | kobiety indywidualnie                      | 1:59:48 h                                                                  |
| Brąz   | Jimmy Lidberg | Zapasy       | styl klasyczny kategoria do 96 kg mężczyzn | w pojedynku o brązowy medal pokonał Białorusina Cimafiej Dziejniczenka 5:3 |
| Brąz   | Johan Eurén | Zapasy       | styl klasyczny waga do 120 kg mężczyzn     | w pojedynku o brązowy medal pokonał Białorusina Joseb Czugoszwili 2:1      |
| Brąz   | Rasmus Myrgren | Żeglarstwo   | klasa Laser                                | 72 pkt                                                                     |

## Skład kadry

### Badminton
Mężczyźni
| Zawodnik         | Konkurencja    | Faza grupowa      | Faza grupowa      | Faza grupowa      | Faza grupowa | Eliminacje        | Ćwierćfinał       | Półfinał          | Finał             | Finał   |
| Zawodnik         | Konkurencja    | Przeciwnik Punkty | Przeciwnik Punkty | Przeciwnik Punkty | Miejsce      | Przeciwnik Punkty | Przeciwnik Punkty | Przeciwnik Punkty | Przeciwnik Punkty | Miejsce |
| ---------------- | -------------- | ----------------- | ----------------- | ----------------- | ------------ | ----------------- | ----------------- | ----------------- | ----------------- | ------- |
| Henri Hurskainen | gra pojedyncza | Kevin Cordón 1-2  | Rajiv Ouseph 1-2  |                   | 3.           | → Nie awansował   | → Nie awansował   | → Nie awansował   | → Nie awansował   | 33.     |

### Boks
Mężczyźni
| Zawodnik      | Konkurencja | 1/16                  | 1/8                   | Ćwierćfinał      | Półfinał         | Finał            | Finał   |
| Zawodnik      | Konkurencja | Przeciwnik Wynik      | Przeciwnik Wynik      | Przeciwnik Wynik | Przeciwnik Wynik | Przeciwnik Wynik | Miejsce |
| ------------- | ----------- | --------------------- | --------------------- | ---------------- | ---------------- | ---------------- | ------- |
| salomo Ntuve  | 52 kg       | Iljas Sülejmenow 8-13 | → Nie awansował       | → Nie awansował  | → Nie awansował  | → Nie awansował  | 17.     |
| Anthony Yigit | 64 kg       | Francisco Vargas 13-9 | Denys Berinczyk 23-24 | → Nie awansował  | → Nie awansował  | → Nie awansował  | 9.      |

Kobiety
| Zawodnik     | Konkurencja | 1/8                           | Ćwierćfinał            | Półfinał         | Finał            | Finał   |
| Zawodnik     | Konkurencja | Przeciwnik Wynik              | Przeciwnik Wynik       | Przeciwnik Wynik | Przeciwnik Wynik | Miejsce |
| ------------ | ----------- | ----------------------------- | ---------------------- | ---------------- | ---------------- | ------- |
| Anna Laurell | 75 kg       | Naomi Fischer-Rasmussen 24-17 | Claressa Shields 14-18 | → Nie awansowała | → Nie awansowała | 5.      |

### Gimnastyka
Kobiety
| Zawodniczka    | Wynik                  | Wynik                  | Wynik           | Wynik           | Wynik                  | Wynik                  | Wynik                   | Wynik                   | Wynik | Wynik   | Wynik              | Wynik              |
| Zawodniczka    | Wielobój indywidualnie | Wielobój indywidualnie | Ćwiczenia wolne | Ćwiczenia wolne | Ćwiczenia na poręczach | Ćwiczenia na poręczach | Ćwiczenia na równoważni | Ćwiczenia na równoważni | Skoki | Skoki   | Wielobój drużynowy | Wielobój drużynowy |
| Zawodniczka    | Wynik                  | Pozycja                | Wynik           | Pozycja         | Wynik                  | Pozycja                | Wynik                   | Pozycja                 | Wynik | Pozycja | Wynik              | Pozycja            |
| -------------- | ---------------------- | ---------------------- | --------------- | --------------- | ---------------------- | ---------------------- | ----------------------- | ----------------------- | ----- | ------- | ------------------ | ------------------ |
| Jonna Adlerteg | 52,199                 | 39.                    | 12,466          | 70.             | 13,933                 | 31.                    | 12,200                  | 63.                     |       |         |                    |                    |

### Judo
Mężczyźni
| Zawodnik     | Konkurencja | 1/32             | 1/16                         | 1/8              | Ćwierćfinał      | Półfinał         | Pierwsza runda repasaży | Półfinał repasaży | Finał            | Finał   |
| Zawodnik     | Konkurencja | Przeciwnik Wynik | Przeciwnik Wynik             | Przeciwnik Wynik | Przeciwnik Wynik | Przeciwnik Wynik | Przeciwnik Wynik        | Przeciwnik Wynik  | Przeciwnik Wynik | Pozycja |
| ------------ | ----------- | ---------------- | ---------------------------- | ---------------- | ---------------- | ---------------- | ----------------------- | ----------------- | ---------------- | ------- |
| Marcus Nyman | −90 kg      |                  | Dilshod Choriyev P 0013-0101 | → Nie awansowała | → Nie awansowała | → Nie awansowała | → Nie awansowała        | → Nie awansowała  | → Nie awansowała | 17.     |

### Jeździectwo
| Zawodnik                                            | Konkurencja              | Grand Prix | Grand Prix | Grand Prix Special | Grand Prix Special | Finał            | Finał            |
| Zawodnik                                            | Konkurencja              | Wynik      | Poz.       | Wynik              | Poz.               | Wynik            | Poz.             |
| --------------------------------------------------- | ------------------------ | ---------- | ---------- | ------------------ | ------------------ | ---------------- | ---------------- |
| Tinne Wilhelmsson-Silfvén                           | Ujeżdżenie indywidualnie | 74,271     | 14.        | 74,063             | 15.                | 79,286           | 11.              |
| Patrik Kittel                                       | Ujeżdżenie indywidualnie | 74,073     | 15.        | 74,079             | 14.                | 78,732           | 14.              |
| Minna Telde                                         | Ujeżdżenie indywidualnie | 67,477     | 44.        | 72,720             | 20.                | → Nie awansowała | → Nie awansowała |
| Tinne Wilhelmsson-Silfvén Patrik Kittel Minna Telde | Ujeżdżenie drużynowo     | 71,940     | 7.         |                    |                    | 72,706           | 5.               |

| Zawodnik                                                              | Konkurencja         | Runda 1 | Runda 1 | Runda 2          | Runda 2          | Runda 2          | Runda 3          | Runda 3          | Runda 3          | Finał             | Finał             | Finał             | Finał             | Finał             | Finał             |
| Zawodnik                                                              | Konkurencja         | Runda 1 | Runda 1 | Runda 2          | Runda 2          | Runda 2          | Runda 3          | Runda 3          | Runda 3          | Runda A           | Runda A           | Runda B           | Runda B           | Razem             | Razem             |
| Zawodnik                                                              | Konkurencja         | Błędy   | Poz.    | Błędy            | Razem            | Poz.             | Błędy            | Razem            | Poz.             | Błędy             | Poz.              | Błędy             | Poz.              | Błędy             | Poz.              |
| --------------------------------------------------------------------- | ------------------- | ------- | ------- | ---------------- | ---------------- | ---------------- | ---------------- | ---------------- | ---------------- | ----------------- | ----------------- | ----------------- | ----------------- | ----------------- | ----------------- |
| Henrik von Eckermann                                                  | Skoki indywidualnie | 0       | 1.      | 0                | 0                | 1.               | 16               | 16               | 33.              | 8                 | 23.               | → Nie awansował   | → Nie awansował   | 8                 | 23.               |
| Jens Fredricson                                                       | Skoki indywidualnie | 0       | 1.      | 8                | 8                | 31.              | 4                | 12               | 26.              | 9                 | 26.               | → Nie awansował   | → Nie awansował   | 9.                | 26.               |
| Lisen Bratt                                                           | Skoki indywidualnie | 42      | 72.     | → Nie awansowała | → Nie awansowała | → Nie awansowała | → Nie awansowała | → Nie awansowała | → Nie awansowała | → Nie awansowała  | → Nie awansowała  | → Nie awansowała  | → Nie awansowała  | 42                | 72.               |
| Rolf-Göran Bengtsson                                                  | Skoki indywidualnie | 0       | 1.      | 0                | 0                | 1.               | 8                | 8                | 11.              | → Nie wystartował | → Nie wystartował | → Nie wystartował | → Nie wystartował | → Nie wystartował | → Nie wystartował |
| Jens Fredricson Lisen Bratt Henrik von Eckermann Rolf-Göran Bengtsson | Skoki drużynowo     | 0       | 1.      |                  |                  |                  |                  |                  |                  | 4                 | 2.                | 24                | 6.                | 24                | 6.                |

| Zawodnik                                                                                 | Konkurencja        | Ujeżdżenie | Cross country | Skoki (runda kwalifikacyjna) | Razem  | Skoki (runda finałowa) | Finał            | Pozycja |
| ---------------------------------------------------------------------------------------- | ------------------ | ---------- | ------------- | ---------------------------- | ------ | ---------------------- | ---------------- | ------- |
| Sara Algotsson Ostholt                                                                   | WKKW indywidualnie | 39,30      | 0             | 0                            | 39,30  | 4,00                   | 43,30            | srebro  |
| Niklas Lindbäck                                                                          | WKKW indywidualnie | 45,20      | 2,80          | 9,00                         | 57,00  | 11,00                  | 68,00            | 18.     |
| Ludvig Svennerstål                                                                       | WKKW indywidualnie | 43,70      | 0,40          | 8,00                         | 52,10  | 20,00                  | 72,10            | 20.     |
| Malin Petersen                                                                           | WKKW indywidualnie | 60,40      | 0,80          | 6,00                         | 67,20  | → Nie awansowała       | → Nie awansowała | 26.     |
| Linda Algotsson                                                                          | WKKW indywidualnie | 59,80      | 20,00         | 0                            | 79,80  | → Nie awansowała       | → Nie awansowała | 36.     |
| Sara Algotsson Ostholt Niklas Lindbäck Ludvig Svennerstål Malin Petersen Linda Algotsson | WKKW drużynowe     | 128,20     | 3,20          | 17,00                        | 148,40 |                        | 148,40           | 4,      |

### Kajakarstwo
Mężczyźni
| Zawodnik                        | Konkurencja | Eliminacje | Eliminacje | Półfinały | Półfinały | Finał A/B | Finał A/B | Pozycja |
| Zawodnik                        | Konkurencja | Czas       | Pozycja    | Czas      | Pozycja   | Czas      | Pozycja   | Pozycja |
| ------------------------------- | ----------- | ---------- | ---------- | --------- | --------- | --------- | --------- | ------- |
| Anders Gustafsson               | K-1 1000 m  | 3:34,419   | 1.         | 3:31,149  | 3.        | 3:29,919  | 5. (A)    | 5.      |
| Markus Oscarsson Henrik Nilsson | K-2 1000 m  | 3:16,590   | 3.         | 3:13,125  | 1.        | 3:11,803  | 5. (A)    | 5.      |

Kobiety
| Zawodniczka                     | Konkurencja | Eliminacje | Eliminacje | Półfinały | Półfinały | Finał            | Finał            | Pozycja |
| Zawodniczka                     | Konkurencja | Czas       | Pozycja    | Czas      | Pozycja   | Czas             | Pozycja          | Pozycja |
| ------------------------------- | ----------- | ---------- | ---------- | --------- | --------- | ---------------- | ---------------- | ------- |
| Sofia Paldanius                 | K-1 200 m   | 42,596     | 2.         | 42,688    | 6.        | → Nie awansowała | → Nie awansowała | 19.     |
| Sofia Paldanius                 | K-1 500 m   | 1:51,212   | 1.         | 1:51,945  | 3.        | 1:53,197         | 4. (A)           | 4.      |
| Josefin Nordlöw Karin Johansson | K-2 500 m   | 1:44,437   | 1.         | 1:44,025  | 6.        | 1:45,367         | 2. (B)           | 10.     |

### Kolarstwo

#### Kolarstwo szosowe
| Zawodnik           | Konkurencja                    | Czas                       | Pozycja                    |
| ------------------ | ------------------------------ | -------------------------- | -------------------------- |
| Gustav Larsson     | wyścig ze startu wspólnego (m) | 5:46:37                    | 76.                        |
| Gustav Larsson     | jazda indywidualna na czas (m) | 54:35,26                   | 16.                        |
| Emma Johansson     | jazda indywidualna na czas (k) | 40:38,56                   | 14.                        |
| Emma Johansson     | wyścig ze startu wspólnego (k) | 3:35:56                    | 6.                         |
| Isabelle Söderberg | wyścig ze startu wspólnego (k) | → Przekroczyła limit czasu | → Przekroczyła limit czasu |
| Emilia Fahlin      | wyścig ze startu wspólnego (k) | 3:35:56                    | 19.                        |
| Emilia Fahlin      | jazda indywidualna na czas (k) | 41:15,86                   | 17.                        |

#### Kolarstwo górskie
| Zawodnik        | Konkurencja       | Czas    | Pozycja |
| --------------- | ----------------- | ------- | ------- |
| Alexandra Engen | cross-country (k) | 1:33:08 | 6.      |

### Lekkoatletyka
Mężczyźni
Konkurencje techniczne
| Zawodnik       | Konkurencja    | Kwalifikacje                    | Kwalifikacje                    | Finał                           | Finał                           |
| Zawodnik       | Konkurencja    | Wynik                           | Miejsce                         | Wynik                           | Miejsce                         |
| -------------- | -------------- | ------------------------------- | ------------------------------- | ------------------------------- | ------------------------------- |
| Michel Tornéus | skok w dal     | 8,03                            | 6.                              | 8,11                            | 4.                              |
| Kim Amb        | rzut oszczepem | 78,94                           | 18.                             | → Nie awansował                 | → Nie awansował                 |
| Alhaji Jeng    | skok o tyczce  | → Nie zaliczył żadnej wysokości | → Nie zaliczył żadnej wysokości | → Nie zaliczył żadnej wysokości | → Nie zaliczył żadnej wysokości |

Kobiety
Konkurencje biegowe
| Zawodnik            | Konkurencja | Eliminacje | Eliminacje | Półfinał         | Półfinał         | Finał            | Finał            |
| Zawodnik            | Konkurencja | Wynik      | Miejsce    | Wynik            | Miejsce          | Wynik            | Miejsce          |
| ------------------- | ----------- | ---------- | ---------- | ---------------- | ---------------- | ---------------- | ---------------- |
| Isabellah Andersson | maraton     |            |            |                  |                  | 2:27:36          | 18.              |
| Moa Hjelmer         | 400 m       | 52,86      | 4.         | → Nie awansowała | → Nie awansowała | → Nie awansowała | → Nie awansowała |

Konkurencje techniczne
| Zawodniczka        | Konkurencja   | Kwalifikacje | Kwalifikacje | Finał            | Finał            |
| Zawodniczka        | Konkurencja   | Wynik        | Miejsce      | Wynik            | Miejsce          |
| ------------------ | ------------- | ------------ | ------------ | ---------------- | ---------------- |
| Emma Green         | skok wzwyż    | 1,93         | 2.           | 1,93             | 8.               |
| Ebba Jungmark      | skok wzwyż    | 1,85         | 20.          | → Nie awansowała | → Nie awansowała |
| Angelica Bengtsson | skok o tyczce | 4,25         | 19.          | → Nie awansowała | → Nie awansowała |

| Zawodniczka        | Konkurencja | Konkurencja                | Wyniki  | Punkty | Miejsce |
| ------------------ | ----------- | -------------------------- | ------- | ------ | ------- |
| Jessica Samuelsson | siedmiobój  | bieg na 100 m przez płotki | 13,58   | 1039   | 24.     |
| Jessica Samuelsson | siedmiobój  | skok wzwyż                 | 1,77    | 941    | 6.      |
| Jessica Samuelsson | siedmiobój  | pchnięcie kulą             | 14,18   | 806    | 12.     |
| Jessica Samuelsson | siedmiobój  | bieg 200 m                 | 24,25   | 957    | 14.     |
| Jessica Samuelsson | siedmiobój  | skok w dal                 | 6,18    | 905    | 10.     |
| Jessica Samuelsson | siedmiobój  | rzut oszczepem             | 42,02   | 706    | 26.     |
| Jessica Samuelsson | siedmiobój  | bieg na 800 m              | 2:11,31 | 946    | 4.      |
| Jessica Samuelsson | siedmiobój  | Finał                      |         | 6300   | 14.     |

### Łucznictwo
| Zawodnik            | Konkurencja       | Runda rankingowa | Runda rankingowa | 1/32             | 1/16             | 1/8              | Ćwierćfinały     | Półfinały        | Finał            | Finał   |
| Zawodnik            | Konkurencja       | Wynik            | Seed             | Przeciwnik Wynik | Przeciwnik Wynik | Przeciwnik Wynik | Przeciwnik Wynik | Przeciwnik Wynik | Przeciwnik Wynik | Pozycja |
| ------------------- | ----------------- | ---------------- | ---------------- | ---------------- | ---------------- | ---------------- | ---------------- | ---------------- | ---------------- | ------- |
| Christine Bjerendal | indywidualnie (k) | 625              | 49.              | Ren Hayakawa 4-6 | → Nie awansowała | → Nie awansowała | → Nie awansowała | → Nie awansowała | → Nie awansowała | 33.     |

### Piłka nożna
- Reprezentacja kobiet

| - Lina Nilsson - Marie Hammarström - Antonia Göransson - Lotta Schelin - Annica Svensson - Emma Berglund - Nilla Fischer - Johanna Almgren |  | - Sara Thunebro - Lisa Dahlkvist - Sofia Jakobsson - Caroline Seger - Linda Sembrant - Madelaine Edlund - Hedvig Lindahl - Kosovare Asllani |

Reprezentacja Szwecji brała udział w rozgrywkach grupy F zajmując w niej pierwsze miejsce i awansując do ćwierćfinału. W ćwierćfinale uległa zespołowi Francji i ostatecznie została sklasyfikowana na 7. miejscu.
Grupa F
| Drużyna           | M | Mecze | Mecze | Mecze | Bramki | Bramki | Bramki | Pkt |
| Drużyna           | M | W     | R     | P     | +      | –      | +/−    | Pkt |
| ----------------- | - | ----- | ----- | ----- | ------ | ------ | ------ | --- |
| Szwecja           | 3 | 1     | 2     | 0     | 6      | 3      | +3     | 5   |
| Japonia           | 3 | 1     | 2     | 0     | 2      | 1      | +1     | 5   |
| Kanada            | 3 | 1     | 1     | 1     | 6      | 4      | +2     | 4   |
| Południowa Afryka | 3 | 0     | 1     | 2     | 1      | 7      | −6     | 1   |

#### Rozgrywki grupowe
| 25 lipca 2012 20:45 CET | Szwecja · Nilla Fischer 7' · Lisa Dahlkvist 20' · Lotta Schelin 21', 63' | 4:1(3:0)Raport | Południowa Afryka · 60' Portia Modise | City of Coventry Stadium, Coventry Widzów: 18 290 Sędzia: Salomé di Iorio |
|                         |                                                                          |                |                                       |                                                                           |

| 28 lipca 2012 13:00 CET | Japonia | 0:0(0:0)Raport | Szwecja | City of Coventry Stadium, Coventry Widzów: 14 160 Sędzia: Quetzalli Alvarado |
|                         |         |                |         |                                                                              |

| 31 lipca 2012 15:30 CET | Kanada · Melissa Tancredi 43', 84' | 2:2(1:2)Raport | Szwecja · 14' Marie Hammarström · 16' Sofia Jakobsson | St James’ Park, Newcastle Widzów: 12 719 Sędzia: Hong Eun-ah |
|                         |                                    |                |                                                       |                                                              |

#### Ćwierćfinał
| 3 sierpnia 2012 13:00 CET | Szwecja · Nilla Fischer 18' | 1:2(1:2)Raport | Francja · Laura Georges 29' · Wendie Renard 39' | Hampden Park, Glasgow Widzów: 12 869 Sędzia: Kari Seitz |
|                           |                             |                |                                                 |                                                         |

### Piłka ręczna
- Reprezentacja mężczyzn

| - Mattias Andersson - Mattias Gustafsson - Kim Andersson - Jonas Källman - Magnus Jernemyr - Niclas Ekberg - Dalibor Doder - Jonas Larholm |  | - Tobias Karlsson - Johan Jakobsson - Johan Sjöstrand - Fredrik Petersen - Kim Ekdahl Du Rietz - Mattias Zakrisson - Andreas Nilsson |

Reprezentacja Szwecji w brała udział w rozgrywkach grupy A turnieju olimpijskiego, zajmując w niej trzecie miejsce i awansując do ćwierćfinału. W ćwierćfinale pokonali zespół Danii. W półfinale pokonali reprezentację Węgier. W finale ulegli reprezentacji Francji.
Grupa A
| Drużyna         | M | Mecze | Mecze | Mecze | Bramki | Bramki | Bramki | Pkt |
| Drużyna         | M | W     | R     | P     | +      | –      | +/−    | Pkt |
| --------------- | - | ----- | ----- | ----- | ------ | ------ | ------ | --- |
| Islandia        | 5 | 5     | 0     | 0     | 167    | 132    | +35    | 10  |
| Francja         | 5 | 4     | 0     | 1     | 159    | 110    | +49    | 8   |
| Szwecja         | 5 | 3     | 0     | 2     | 156    | 115    | +41    | 6   |
| Tunezja         | 5 | 2     | 0     | 3     | 121    | 125    | −4     | 4   |
| Argentyna       | 5 | 1     | 0     | 4     | 113    | 138    | −25    | 2   |
| Wielka Brytania | 5 | 0     | 0     | 5     | 96     | 192    | −96    | 0   |

#### Rozgrywki grupowe
| 29 lipca 201215:30 | Szwecja         | 28:21(16:11) | Tunezja             | Copper Box, Londyn Sędzia: Oscar Raluy López, Ángel Sabroso |
| 29 lipca 201215:30 | Dalibor Doder 8 | 28:21(16:11) | Oussama Boughanmi 6 | Copper Box, Londyn Sędzia: Oscar Raluy López, Ángel Sabroso |
| 29 lipca 201215:30 | 4× · 3×         | 28:21(16:11) | 5× · 3×             | Copper Box, Londyn Sędzia: Oscar Raluy López, Ángel Sabroso |

| 31 lipca 201215:30 | Wielka Brytania  | 19:41(10:24) | Szwecja          | Copper Box, Londyn Widzów: 4 382 Sędzia: Nikolić, Stojković |
| 31 lipca 201215:30 | Steven Larsson 4 | 19:41(10:24) | Niclas Ekberg 13 | Copper Box, Londyn Widzów: 4 382 Sędzia: Nikolić, Stojković |
| 31 lipca 201215:30 | 6× · 3× · 1×     | 19:41(10:24) | 4× · 3×          | Copper Box, Londyn Widzów: 4 382 Sędzia: Nikolić, Stojković |

| 2 sierpnia 201222:15 | Szwecja         | 32:33(13:17) | Islandia          | Copper Box, Londyn Sędzia: Ǵorgi Naczewski, Sławe Nikołow |
| 2 sierpnia 201222:15 | Jonas Källman 9 | 32:33(13:17) | Aron Pálmarsson 9 | Copper Box, Londyn Sędzia: Ǵorgi Naczewski, Sławe Nikołow |
| 2 sierpnia 201222:15 | 3× · 4×         | 32:33(13:17) | 8× · 3×           | Copper Box, Londyn Sędzia: Ǵorgi Naczewski, Sławe Nikołow |

| 4 sierpnia 201215:30 | Szwecja         | 29:13(12:18) | Argentyna       | Copper Box, Londyn Sędzia: Oscar Raluy López, Ángel Sabroso |
| 4 sierpnia 201215:30 | Niclas Ekberg 9 | 29:13(12:18) | Diego Simonet 3 | Copper Box, Londyn Sędzia: Oscar Raluy López, Ángel Sabroso |
| 4 sierpnia 201215:30 | 4× · 3× · 1×    | 29:13(12:18) | 2× · 3×         | Copper Box, Londyn Sędzia: Oscar Raluy López, Ángel Sabroso |

| 6 sierpnia 201222:15 | Francja           | 29:26(18:12) | Szwecja                        | Copper Box, Londyn Sędzia: Matija Gubica, Boris Milošević |
| 6 sierpnia 201222:15 | Daniel Narcisse 8 | 29:26(18:12) | Kim Andersson, Niclas Ekberg 5 | Copper Box, Londyn Sędzia: Matija Gubica, Boris Milošević |
| 6 sierpnia 201222:15 | 1× · 3×           | 29:26(18:12) | 2× · 3×                        | Copper Box, Londyn Sędzia: Matija Gubica, Boris Milošević |

#### Ćwierćfinał
| 8 sierpnia 201218:00 | Szwecja         | 24:22(11:9) | Dania           | Copper Box, Londyn Sędzia: NACHEVSKI Gjorgji, NIKOLOV Slave |
| 8 sierpnia 201218:00 | Dalibor Doder 6 | 24:22(11:9) | Hans Lindberg 6 | Copper Box, Londyn Sędzia: NACHEVSKI Gjorgji, NIKOLOV Slave |
| 8 sierpnia 201218:00 | 5× · 4×         | 24:22(11:9) | 2× · 4×         | Copper Box, Londyn Sędzia: NACHEVSKI Gjorgji, NIKOLOV Slave |

#### Półfinał
| 10 sierpnia 201217:30 | Węgry           | 26:27(12:15) | Szwecja         | Copper Box, Londyn Sędzia: Lars Geipel, Marcus Helbig |
| 10 sierpnia 201217:30 | Gábor Császár 8 | 26:27(12:15) | Niclas Ekberg 6 | Copper Box, Londyn Sędzia: Lars Geipel, Marcus Helbig |
| 10 sierpnia 201217:30 | 3× · 4×         | 26:27(12:15) | 5× · 3×         | Copper Box, Londyn Sędzia: Lars Geipel, Marcus Helbig |

#### Finał
| 12 sierpnia 201215:00 | Szwecja         | 21:22(8:10) | Francja          | Copper Box, Londyn Sędzia: Nenad Krstić, Peter Ljubič |
| 12 sierpnia 201215:00 | Niclas Ekberg 6 | 21:22(8:10) | Michaël Guigou 5 | Copper Box, Londyn Sędzia: Nenad Krstić, Peter Ljubič |
| 12 sierpnia 201215:00 | 4× · 3×         | 21:22(8:10) | 2× · 4×          | Copper Box, Londyn Sędzia: Nenad Krstić, Peter Ljubič |

- Reprezentacja kobiet

| - Gabriella Kain - Annika Fredén - Matilda Boson - Ulrika Ågren - Angelica Wallén - Linnea Torstenson - Cecilia Grubbström - Jamina Roberts |  | - Anna-Maria Johansson - Therese Helgesson - Isabelle Gulldén - Hanna Fogelström - Tina Flognman - Johanna Ahlm - Johanna Wiberg |

Reprezentacja Szwecji brała udział w rozgrywkach grupy B turnieju olimpijskiego zajmując w niej szóste miejsce i nie awansując do dalszych rozgrywek. Ostatecznie reprezentacja Szwecji została sklasyfikowana na 11. miejscu.
Grupa B
| Drużyna          | M | Mecze | Mecze | Mecze | Bramki | Bramki | Bramki | Pkt |
| Drużyna          | M | W     | R     | P     | +      | –      | +/−    | Pkt |
| ---------------- | - | ----- | ----- | ----- | ------ | ------ | ------ | --- |
| Francja          | 5 | 4     | 1     | 0     | 125    | 103    | +22    | 9   |
| Korea Południowa | 5 | 3     | 1     | 1     | 136    | 130    | +6     | 7   |
| Hiszpania        | 5 | 3     | 1     | 1     | 119    | 114    | +5     | 7   |
| Norwegia         | 5 | 2     | 1     | 2     | 118    | 120    | −2     | 5   |
| Dania            | 5 | 1     | 0     | 4     | 113    | 121    | −8     | 2   |
| Szwecja          | 5 | 0     | 0     | 5     | 108    | 131    | −23    | 0   |

#### Rozgrywki grupowe
| 28 lipca 201217:15 | Dania        | 21:18(8:10) | Szwecja            | Copper Box, Londyn |
| 28 lipca 201217:15 | Rikke Skov 6 | 21:18(8:10) | Isabelle Gulldén 5 | Copper Box, Londyn |
| 28 lipca 201217:15 | 4× · 3×      | 21:18(8:10) | 3× · 4×            | Copper Box, Londyn |

| 30 lipca 201222:15 | Szwecja             | 21:24(9:14) | Norwegia                                            | Copper Box, Londyn |
| 30 lipca 201222:15 | Linnea Torstenson 6 | 21:24(9:14) | Linn-Kristin Riegelhuth Koren, Linn Jørum Sulland 5 | Copper Box, Londyn |
| 30 lipca 201222:15 | 3× · 3×             | 21:24(9:14) | 3× · 3×                                             | Copper Box, Londyn |

| 1 sierpnia 201215:30 | Francja            | 29:17(16:11) | Szwecja        | Copper Box, Londyn |
| 1 sierpnia 201215:30 | trzy zawodniczki 4 | 29:17(16:11) | Johanna Ahlm 6 | Copper Box, Londyn |
| 1 sierpnia 201215:30 | 2× · 3×            | 29:17(16:11) | 1× · 3×        | Copper Box, Londyn |

| 3 sierpnia 201220:30 | Hiszpania                    | 25:24(11:10) | Szwecja            | Copper Box, Londyn |
| 3 sierpnia 201220:30 | Marta Mangué, Nely Alberto 6 | 25:24(11:10) | Hanna Fogelström 5 | Copper Box, Londyn |
| 3 sierpnia 201220:30 | 3× · 3×                      | 25:24(11:10) | 2× · 4×            | Copper Box, Londyn |

| 5 sierpnia 201210:30 | Szwecja             | 28:32(13:16) | Korea Południowa | Copper Box, Londyn |
| 5 sierpnia 201210:30 | Kristina Flognman 8 | 28:32(13:16) | Ryu Eun-hee 10   | Copper Box, Londyn |
| 5 sierpnia 201210:30 | 4× · 4×             | 28:32(13:16) | 5× · 3×          | Copper Box, Londyn |

### Pływanie
Mężczyźni
| Zawodnik        | Konkurencja      | Eliminacje | Eliminacje | Półfinał        | Półfinał        | Finał           | Finał           |
| Zawodnik        | Konkurencja      | Czas       | Miejsce    | Czas            | Miejsce         | Czas            | Miejsce         |
| --------------- | ---------------- | ---------- | ---------- | --------------- | --------------- | --------------- | --------------- |
| Stefan Nystrand | 50 m dowolnym    | 22,32      | 17.        | → Nie awansował | → Nie awansował | → Nie awansował | → Nie awansował |
| Stefan Nystrand | 100 m dowolnym   | 49,55      | 25.        | → Nie awansował | → Nie awansował | → Nie awansował | → Nie awansował |
| Lars Frölander  | 100 m motylkowym | 52,47      | 21.        | → Nie awansował | → Nie awansował | → Nie awansował | → Nie awansował |

Kobiety
| Zawodniczka                                                                | Konkurencja        | Eliminacje | Eliminacje | Półfinał         | Półfinał         | Finał             | Finał             |
| Zawodniczka                                                                | Konkurencja        | Czas       | Miejsce    | Czas             | Miejsce          | Czas              | Miejsce           |
| -------------------------------------------------------------------------- | ------------------ | ---------- | ---------- | ---------------- | ---------------- | ----------------- | ----------------- |
| Therese Alshammar                                                          | 50 m dowolnym      | 24,77      | 6.         | 24,71            | 5.               | 24,61             | 6.                |
| Sarah Sjöström                                                             | 50 m dowolnym      | 24,94      | 10.        | 25,08            | 14.              | → Nie awansowała  | → Nie awansowała  |
| Sarah Sjöström                                                             | 100 m dowolnym     | 54,26      | 4.         | 53,93            | 9.               | → Nie awansowała  | → Nie awansowała  |
| Sarah Sjöström                                                             | 200 m dowolnym     | 1:58,03    | 3.         | 1:58,12          | 12.              | → Nie awansowała  | → Nie awansowała  |
| Sarah Sjöström                                                             | 100 m motylkowym   | 57,45      | 1.         | 57,27            | 1.               | 57,17             | 4.                |
| Martina Granström                                                          | 100 m motylkowym   | 58,70      | 5.         | 58,95            | 15.              | → Nie awansowała  | → Nie awansowała  |
| Martina Granström                                                          | 200 m motylkowym   | 2:08,94    | 4.         | 2:07,83          | 10.              | → Nie awansowała  | → Nie awansowała  |
| Therese Svendsen                                                           | 100 m grzbietowym  | 1:03,11    | 35.        | → Nie awansowała | → Nie awansowała | → Nie awansowała  | → Nie awansowała  |
| Jennie Johansson                                                           | 100 m klasycznym   | 1:07,14    | 4.         | 1:07,57          | 10.              | → Nie awansowała  | → Nie awansowała  |
| Joline Höstman                                                             | 100 m klasycznym   | 1:08,28    | 19.        | → Nie awansowała | → Nie awansowała | → Nie awansowała  | → Nie awansowała  |
| Joline Höstman                                                             | 200 m klasycznym   | 2:25,44    | 1.         | 2:24,77          | 10.              | → Nie awansowała  | → Nie awansowała  |
| Stina Gardell                                                              | 200 m zmiennym     | 2:14,70    | 20.        | → Nie awansowała | → Nie awansowała | → Nie awansowała  | → Nie awansowała  |
| Stina Gardell                                                              | 400 m zmiennym     | 4:41,33    | 10.        |                  |                  | → Nie awansowała  | → Nie awansowała  |
| Michelle Coleman Sarah Sjöström Ida Matsson-Marko-Varga Gabriella Fagundez | 4 × 100m dowolnym  | 3:38,21    | 4.         |                  |                  | → Dyskwalifikacja | → Dyskwalifikacja |
| Sarah Sjöström Jennie Johansson Martina Granström Michelle Coleman         | 4 × 100 m zmiennym | 4:00,76    | 10.        |                  |                  | → Nie awansowały  | → Nie awansowały  |

### Skoki do wody
Mężczyźni
| Zawodnik             | Konkurencja              | Preeliminacje | Preeliminacje | Półfinał        | Półfinał        | Finał           | Finał           |
| Zawodnik             | Konkurencja              | Punkty        | Miejsce       | Punkty          | Miejsce         | Punkty          | Miejsce         |
| -------------------- | ------------------------ | ------------- | ------------- | --------------- | --------------- | --------------- | --------------- |
| Christofer Eskilsson | wieża 10 m indywidualnie | 375,30        | 25.           | → Nie awansował | → Nie awansował | → Nie awansował | → Nie awansował |

Kobiety
| Zawodniczka   | Konkurencja                  | Preeliminacje | Preeliminacje | Półfinał | Półfinał | Finał  | Finał   |
| Zawodniczka   | Konkurencja                  | Punkty        | Miejsce       | Punkty   | Miejsce  | Punkty | Miejsce |
| ------------- | ---------------------------- | ------------- | ------------- | -------- | -------- | ------ | ------- |
| Anna Lindberg | trampolina 3 m indywidualnie | 318,60        | 11.           | 319,80   | 10.      | 316,80 | 10.     |

### Strzelectwo
Mężczyźni
| Zawodnik        | Konkurencja   | Kwalifikacje | Kwalifikacje | Finał           | Finał           |
| Zawodnik        | Konkurencja   | Wynik        | Pozycja      | Wynik           | Pozycja         |
| --------------- | ------------- | ------------ | ------------ | --------------- | --------------- |
| Marcus Svensson | skeet         | 119          | 7.           | → Nie awansował | → Nie awansował |
| Stefan Nilsson  | skeet         | 118          | 15.          | → Nie awansował | → Nie awansował |
| Håkan Dahlby    | trap podwójny | 137          | 5.           | 186             | srebro          |

Kobiety
| Zawodnik          | Konkurencja | Kwalifikacje | Kwalifikacje | Finał            | Finał            |
| Zawodnik          | Konkurencja | Wynik        | Pozycja      | Wynik            | Pozycja          |
| ----------------- | ----------- | ------------ | ------------ | ---------------- | ---------------- |
| Therese Lundqvist | skeet       | 67           | 7.           | → Nie awansowała | → Nie awansowała |

### Taekwondo
Kobiety
| Zawodnik       | Konkurencja | 1/8                  | Ćwierćfinał       | Półfinał         | Repesaż 1        | Repesaż 2        | Finał            | Finał   |
| Zawodnik       | Konkurencja | Przeciwnik Wynik     | Przeciwnik Wynik  | Przeciwnik Wynik | Przeciwnik Wynik | Przeciwnik Wynik | Przeciwnik Wynik | Pozycja |
| -------------- | ----------- | -------------------- | ----------------- | ---------------- | ---------------- | ---------------- | ---------------- | ------- |
| Elin Johansson | −67 kg      | Seham El Sawalhy 6-0 | Carmen Marton 3-6 | → Nie awansowała | → Nie awansowała | → Nie awansowała | → Nie awansowała | 9.      |

Mężczyźni
| Zawodnik  | Konkurencja | 1/8               | Ćwierćfinał      | Półfinał         | Repesaż 1              | Repesaż 2        | Finał            | Finał   |
| Zawodnik  | Konkurencja | Przeciwnik Wynik  | Przeciwnik Wynik | Przeciwnik Wynik | Przeciwnik Wynik       | Przeciwnik Wynik | Przeciwnik Wynik | Pozycja |
| --------- | ----------- | ----------------- | ---------------- | ---------------- | ---------------------- | ---------------- | ---------------- | ------- |
| Uno Sanli | −58 kg      | Joel González 6-7 | → Nie awansował  | → Nie awansował  | Safwan Khalil 0-0(SDP) | → Nie awansował  | → Nie awansował  | 7.      |

### Tenis stołowy
| Zawodnik                                 | Konkurencja           | Eliminacje       | Runda 1                                                         | Runda 2                                    | Runda 3          | 1/8 finału       | Ćwierćfinały     | Półfinały        | Finał            | Finał   |
| Zawodnik                                 | Konkurencja           | Przeciwnik Wynik | Przeciwnik Wynik                                                | Przeciwnik Wynik                           | Przeciwnik Wynik | Przeciwnik Wynik | Przeciwnik Wynik | Przeciwnik Wynik | Przeciwnik Wynik | Pozycja |
| ---------------------------------------- | --------------------- | ---------------- | --------------------------------------------------------------- | ------------------------------------------ | ---------------- | ---------------- | ---------------- | ---------------- | ---------------- | ------- |
| Pär Gerell                               | gra pojedyncza (m)    |                  | El-sayed Lashin 3-4 (11:7, 4:11, 8:11, 10:12, 11:8, 11:8, 9:11) | → Nie awansował                            | → Nie awansował  | → Nie awansował  | → Nie awansował  | → Nie awansował  | → Nie awansował  | 33.     |
| Jörgen Persson                           | gra pojedyncza (m)    |                  |                                                                 | Andrej Gaćina 0-4 (5:11, 6:11, 7:11, 4:11) | → Nie awansował  | → Nie awansował  | → Nie awansował  | → Nie awansował  | → Nie awansował  | 33.     |
| Jörgen Persson Pär Gerell Jens Lundqvist | turniej drużynowy (m) |                  |                                                                 |                                            |                  | Niemcy · 1-3     | → Nie awansowali | → Nie awansowali | → Nie awansowali | 9.      |

### Tenis ziemny
Kobiety
| Zawodnik        | Konkurencja | 1/32                         | 1/16             | 1/8              | Ćwierćfinały     | Półfinały        | Finał            | Finał          |
| Zawodnik        | Konkurencja | Przeciwnik Wynik             | Przeciwnik Wynik | Przeciwnik Wynik | Przeciwnik Wynik | Przeciwnik Wynik | Przeciwnik Wynik | Pozycja        |
| --------------- | ----------- | ---------------------------- | ---------------- | ---------------- | ---------------- | ---------------- | ---------------- | -------------- |
| Sofia Arvidsson | singel      | Wiera Zwonariowa 6:7(3), 4:6 | → Nie awansowała | → Nie awansowała | → Nie awansowała | → Nie awansowała | → Nie awansowała | Miejsca 33-64. |

Mężczyźni
| Zawodnik                         | Konkurencja | 1/32             | 1/16                                     | 1/8                             | Ćwierćfinały     | Półfinały        | Finał            | Finał         |
| Zawodnik                         | Konkurencja | Przeciwnik Wynik | Przeciwnik Wynik                         | Przeciwnik Wynik                | Przeciwnik Wynik | Przeciwnik Wynik | Przeciwnik Wynik | Pozycja       |
| -------------------------------- | ----------- | ---------------- | ---------------------------------------- | ------------------------------- | ---------------- | ---------------- | ---------------- | ------------- |
| Johan Brunström Robert Lindstedt | debel       |                  | Novak Đoković Viktor Troicki 7:6(8), 6:3 | Marin Čilić Ivan Dodig 3:6, 2:6 | → Nie awansowali | → Nie awansowali | → Nie awansowali | Miejsca 9-16. |

Gra mieszana
| Zawodnicy                        | Konkurencja | 1/32             | 1/16             | 1/8                                            | Ćwierćfinał      | Półfinał         | Finał            | Finał         |
| Zawodnicy                        | Konkurencja | Przeciwnik Wynik | Przeciwnik Wynik | Przeciwnik Wynik                               | Przeciwnik Wynik | Przeciwnik Wynik | Przeciwnik Wynik | Pozycja       |
| -------------------------------- | ----------- | ---------------- | ---------------- | ---------------------------------------------- | ---------------- | ---------------- | ---------------- | ------------- |
| Sofia Arvidsson Robert Lindstedt | mikst       |                  |                  | Roberta Vinci Daniele Bracciali 3:6, 6:4, 8-10 | → Nie awansowali | → Nie awansowali | → Nie awansowali | Miejsca 9-16. |

### Triathlon
| Zawodnik    | Konkurencja | Pływanie (1,5 km) | Zmiana 1 | Jazda na rowerze (40 km) | Zmiana 2 | Bieg (10 km) | Czas    | Pozycja |
| ----------- | ----------- | ----------------- | -------- | ------------------------ | -------- | ------------ | ------- | ------- |
| Lisa Nordén | kobiety     | 19:17             | 0:47     | 1:05:33                  | 0:29     | 33:42        | 1:59:48 | srebro  |

### Wioślarstwo
Kobiety
| Zawodnik       | Konkurencja | Eliminacje | Eliminacje | Repesaż | Repesaż | Ćwierćfinały | Ćwierćfinały | Półfinały C/D | Półfinały C/D | Półfinały A/B | Półfinały A/B | Finał C/D | Finał C/D | Finał A/B | Finał A/B | Miejsce |
| Zawodnik       | Konkurencja | Czas       | M.         | Czas    | M.      | Czas         | M.           | Czas          | M.            | Czas          | M.            | Czas      | M.        | Czas      | M.        | Miejsce |
| -------------- | ----------- | ---------- | ---------- | ------- | ------- | ------------ | ------------ | ------------- | ------------- | ------------- | ------------- | --------- | --------- | --------- | --------- | ------- |
| Frida Svensson | M1x         | 7:32,61    | 2.         |         |         | 7:40,64      | 3.           |               |               | 7:54,52       | 5.            |           |           | 7:56,42   | 4.(B)     | 10.     |

Mężczyźni
| Zawodnik      | Konkurencja | Eliminacje | Eliminacje | Repesaż | Repesaż | Ćwierćfinały | Ćwierćfinały | Półfinały C/D | Półfinały C/D | Półfinały A/B | Półfinały A/B | Finał C/D | Finał C/D | Finał A/B | Finał A/B | Miejsce |
| Zawodnik      | Konkurencja | Czas       | M.         | Czas    | M.      | Czas         | M.           | Czas          | M.            | Czas          | M.            | Czas      | M.        | Czas      | M.        | Miejsce |
| ------------- | ----------- | ---------- | ---------- | ------- | ------- | ------------ | ------------ | ------------- | ------------- | ------------- | ------------- | --------- | --------- | --------- | --------- | ------- |
| Lassi Karonen | W1x         | 6:45,42    | 1.         |         |         | 6:57,06      | 1.           |               |               | 7:19,77       | 2.            |           |           | 7:04,04   | 4.(A)     | 4.      |

### Zapasy
Mężczyźni – styl klasyczny
| Zawodnik         | Konkurencja | Kwalifikacje            | 1/8                    | Ćwierćfinał             | Półfinał         | Repesaż 1            | Repesaż 2                  | Finał            | Finał   |
| Zawodnik         | Konkurencja | Przeciwnik Wynik        | Przeciwnik Wynik       | Przeciwnik Wynik        | Przeciwnik Wynik | Przeciwnik Wynik     | Przeciwnik Wynik           | Przeciwnik Wynik | Pozycja |
| ---------------- | ----------- | ----------------------- | ---------------------- | ----------------------- | ---------------- | -------------------- | -------------------------- | ---------------- | ------- |
| Robert Rosengren | −74 kg      |                         | Selçuk Çebi 2-1        | Aleksandr Kazakevič 1-3 | → Nie awansował  | → Nie awansował      | → Nie awansował            | → Nie awansował  | 9.      |
| Jimmy Lidberg    | −96 kg      |                         | Norikatsu Saikawa 3-0  | Rustam Totrow 0-4       | → Nie awansował  | Shalva Gadabadze 2-1 | Cimafiej Dziejniczenka 5-3 | → Nie awansował  | brąz    |
| Johan Eurén      | −120 kg     | Nurmachan Tinalijew 4-0 | Mihály Deák-Bárdos 3-0 | Baszir Babadżanzade 4-0 | Heiki Nabi 1-2   |                      | Joseb Czugoszwili 2-1      | → Nie awansował  | brąz    |

Kobiety – styl wolny
| Zawodnik        | Konkurencja | Kwalifikacje            | 1/8                    | Ćwierćfinał          | Półfinał         | Repesaż 1              | Repesaż 2        | Finał            | Finał   |
| Zawodnik        | Konkurencja | Przeciwnik Wynik        | Przeciwnik Wynik       | Przeciwnik Wynik     | Przeciwnik Wynik | Przeciwnik Wynik       | Przeciwnik Wynik | Przeciwnik Wynik | Pozycja |
| --------------- | ----------- | ----------------------- | ---------------------- | -------------------- | ---------------- | ---------------------- | ---------------- | ---------------- | ------- |
| Sofia Mattsson  | −55 kg      | Byambatseren Sundev 7-0 | Marwa al-Amiri 5-0     | Waleria Żołobowa 1-2 | → Nie awansowała | → Nie awansowała       | → Nie awansowała | → Nie awansowała | 7.      |
| Henna Johansson | −63 kg      |                         | Aisuluu Tynybekowa 5-2 | Kaori Ichō 0-5       | → Nie awansowała | Martine Dugrenier 2-9  | → Nie awansowała | → Nie awansowała | 10.     |
| Jenny Fransson  | −72 kg      | Ali Bernard 6-1         | Stanka Złatewa 0-2     | → Nie awansowała     | → Nie awansowała | Vasilisa Marzaliuk 1-4 | → Nie awansowała | → Nie awansowała | 9.      |

### Żeglarstwo
Kobiety
| Zawodnik                        | Konkurencja  | Wyścig | Wyścig | Wyścig | Wyścig | Wyścig | Wyścig | Wyścig | Wyścig | Wyścig | Wyścig | Wyścig | Punkty | Finałowa pozycja |
| Zawodnik                        | Konkurencja  | 1      | 2      | 3      | 4      | 5      | 6      | 7      | 8      | 9      | 10     | M*     | Punkty | Finałowa pozycja |
| ------------------------------- | ------------ | ------ | ------ | ------ | ------ | ------ | ------ | ------ | ------ | ------ | ------ | ------ | ------ | ---------------- |
| Josefin Olsson                  | Laser Radial | 25     | 17     | 5      | 18     | 14     | 24     | 29     | 29     | 5      | 14     |        | 151    | 18.              |
| Lisa Ericson Astrid Gabrielsson | 470          | 17     | 11     | 11     | 9      | 13     | 15     | 19     | 12     | 18     | 20     |        | 128    | 19.              |

Elliott 6m
| Zawodniczki                                    | Konkurencja | Round Robin | Round Robin | Round Robin | Round Robin | Round Robin | Round Robin | Round Robin | Round Robin | Round Robin | Round Robin | Round Robin | Miejsce | Faza pucharowa   | Faza pucharowa   | Faza pucharowa   | Miejsce |
| Zawodniczki                                    | Konkurencja | AUS         | DEN         | FIN         | FRA         | GBR         | HOL         | NZL         | POR         | RUS         | ESP         | USA         | Miejsce | Ćwierćfinał      | Półfinał         | Finał            | Miejsce |
| ---------------------------------------------- | ----------- | ----------- | ----------- | ----------- | ----------- | ----------- | ----------- | ----------- | ----------- | ----------- | ----------- | ----------- | ------- | ---------------- | ---------------- | ---------------- | ------- |
| Anna Kjellberg Malin Källström Lotta Harrysson | Elliott 6m  | 0-1         | 0-1         | 0-1         | 0-1         | 0-1         | 1-0         | 0-1         | 0-1         | 0-1         | 0-1         | 0-1         | 12.     | → Nie awansowały | → Nie awansowały | → Nie awansowały | 12.     |

Mężczyźni
| Zawodnik                         | Konkurencja | Wyścig | Wyścig | Wyścig | Wyścig | Wyścig | Wyścig | Wyścig | Wyścig | Wyścig | Wyścig | Wyścig | Punkty | Finałowa pozycja |
| Zawodnik                         | Konkurencja | 1      | 2      | 3      | 4      | 5      | 6      | 7      | 8      | 9      | 10     | M*     | Punkty | Finałowa pozycja |
| -------------------------------- | ----------- | ------ | ------ | ------ | ------ | ------ | ------ | ------ | ------ | ------ | ------ | ------ | ------ | ---------------- |
| Anton Dahlberg Sebastian Östling | 470         | 4      | 6      | 8      | 14     | 13     | 9      | 14     | 24     | 22     | 13     | 20     | 123    | 10.              |
| Rasmus Myrgren                   | Laser       | 11     | 5      | 4      | 5      | 25     | 10     | 4      | 9      | 10     | 2      | 12     | 72     | brąz             |
| Daniel Birgmark                  | Finn        | 17     | 5      | 14     | 1      | 9      | 9      | 10     | 12     | 10     | 8      | 12     | 90     | 9.               |
| Fredrik Lööf Max Salminen        | Star        | 10     | 4      | 4      | 1      | 5      | 3      | 4      | 1      | 2      | 6      | 2      | 32     | złoto            |

Open
| Zawodnik                       | Konkurencja | Wyścig | Wyścig | Wyścig | Wyścig | Wyścig | Wyścig | Wyścig | Wyścig | Wyścig | Wyścig | Wyścig | Wyścig | Wyścig | Wyścig | Wyścig | Wyścig | Punkty | Finałowa pozycja |
| Zawodnik                       | Konkurencja | 1      | 2      | 3      | 4      | 5      | 6      | 7      | 8      | 9      | 10     | 11     | 12     | 13     | 14     | 15     | M*     | Punkty | Finałowa pozycja |
| ------------------------------ | ----------- | ------ | ------ | ------ | ------ | ------ | ------ | ------ | ------ | ------ | ------ | ------ | ------ | ------ | ------ | ------ | ------ | ------ | ---------------- |
| Jonas von Geijer Niclas Düring | 49er        | 5      | 3      | 12     | 8      | 17     | 4      | 14     | 3      | 16     | 8      | 19     | 6      | 18     | 10     | 11     | 18     | 153    | 10.              |

M = Wyścig medalowy